# Grallaria chthonia
Pita-formigueira-de-táchira ou torom-de-táchira (Grallaria chthonia) é uma espécie de ave que, em 2008, foi declarada uma espécie em extinção. Endêmica da Venezuela.